# Mouron-sur-Yonne
Mouron-sur-Yonne är en kommun i departementet Nièvre i regionen Bourgogne-Franche-Comté i de centrala delarna av Frankrike. Kommunen ligger i kantonen Corbigny som tillhör arrondissementet Clamecy. År 2022 hade Mouron-sur-Yonne 88 invånare.

## Befolkningsutveckling
Antalet invånare i kommunen Mouron-sur-Yonne
| Referens: INSEE |